# Kłopoty to moja specjalność
Kłopoty to moja specjalność – polski spektakl Teatru Telewizji z 1977 w reżyserii Marka Piwowskiego. Adaptacja opowiadania Raymonda Chandlera pod tym samym tytułem z Jerzym Dobrowolskim w roli Philipa Marlowe’a.

## Obsada
- Jerzy Dobrowolski - Phillip Marlowe
- Barbara Brylska - Dorota Hunt
- Zbigniew Buczkowski - Arbogast
- Janusz Bylczyński - porucznik Finlaysen
- Edward Dziewoński - Hasley
- Marek Frąckowiak - młody Bayon
- Alfred Freudenheim - Marty Estel
- Leszek Herdegen - Tom Bayon
- Jan Himilsbach - pracownik garażu
- Piotr Komorowski - kierowca Bayona
- Joachim Lamża - „Mały”, płatny zabójca
- Krzysztof Majchrzak - Sebold
- Jan Mateusz Nowakowski - recepcjonista w hotelu
- Włodzimierz Stępiński - „Gruby”, szef ochrony hotelu
- Zdzisław Tobiasz - w napisach imię: Jerzy
- Zdzisław Wardejn - Lavon, brat „Małego”, płatny zabójca
- Andrzej Strzelecki - niemowa, pracownik garażu